# Rezerwat przyrody Balczewo
Rezerwat przyrody Balczewo – rezerwat faunistyczny w gminie Dąbrowa Biskupia w województwie kujawsko-pomorskim. Utworzony w 1963 w celu zachowania ze względów naukowych i dydaktycznych miejsc lęgowych i żerowisk ptaków błotnych i wodnych. Zajmuje powierzchnię 24,40 ha.
Obszar rezerwatu podlega ochronie czynnej.

## Położenie
Rezerwat „Balczewo” położony jest w gminie Dąbrowa Biskupia w powiecie inowrocławskim, na obszarze będącym w zarządzie Nadleśnictwa Gniewkowo (leśnictwo Balczewo). Znajduje się w obrębie ewidencyjnym Rejna, na wschód od zabudowań wsi Niemojewo.
W pobliżu, w obrębie tego samego kompleksu leśnego znajduje się rezerwat przyrody Rejna.

## Charakterystyka
Rezerwat leży w obrębie Lasów Balczewskich, które są jednym z największych obszarów leśnych na terenie ziem kujawskich. Leży w podmokłym obniżeniu deflacyjnym, ze zmiennym poziomem wód powierzchniowych, zależnym od wielkości opadów.
Drzewostan tworzą przeważnie wierzby, świerki, topole oraz sosny. Przeważają tu zbiorowiska szuwaru trzcinowego, łozowisko wierzby szarej oraz bór wilgotny. Charakterystyczną roślinnością na terenach podmokłych w tej okolicy jest turzyca i wierzba wiciowa. Z ciekawszych gatunków roślin występują tu także: kosaciec żółty, nerecznica błotna, kruszyna pospolita, starzec błotny.
Rezerwat jest miejscem lęgowym wielu chronionych gatunków ptaków wodnych i błotnych, między innymi żurawia.